# Ерді
18°35′ пн. ш. 23°30′ сх. д. / 18.583° пн. ш. 23.500° сх. д.
́Ерді — плато в Африці, на півдні Сахари на північному сході Республіки Чад поблизу кордону з Лівією та Суданом. Відокремлене від лежачого південніше плато Еннеді безводною западиною Мурд. Висота до 1 115 метрів (за іншими даними — 1 074 метра). Складено пісковиками, західні та південні схили розчленовані руслами тимчасових водотоків. Рідкісна злакова рослинність, в руслах — чагарники (акації, молочаї).